# Hydrocyphon iriomotensis
Hydrocyphon iriomotensis is een keversoort uit de familie moerasweekschilden (Scirtidae). De wetenschappelijke naam van de soort werd in 2001 gepubliceerd door Yoshitomi.